# Musée Courbet
Das Musée Courbet steht im französischen Département Doubs in  Ornans, dem Geburtsort des französischen Malers Gustave Courbet. 

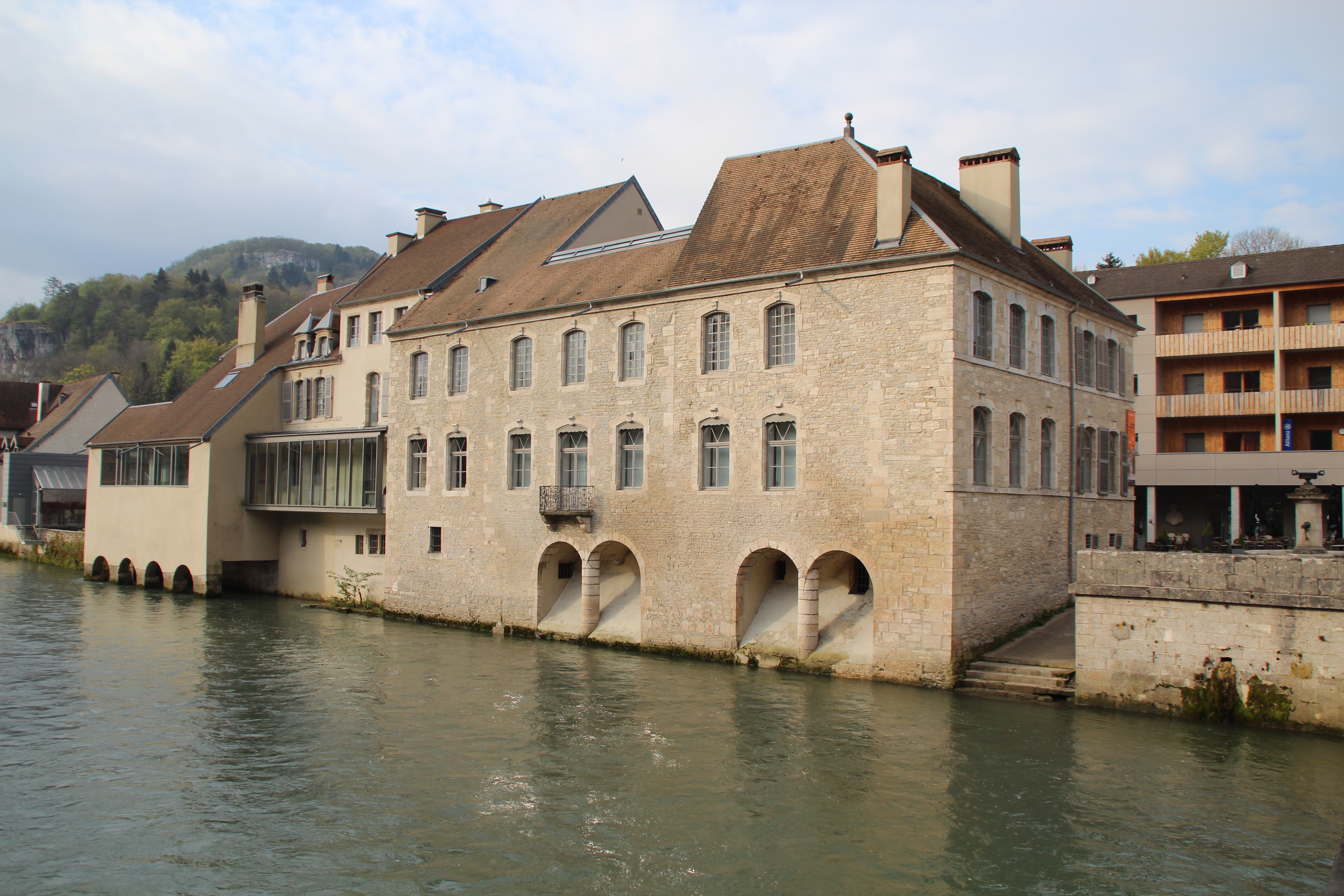
Das Museum an der Loue

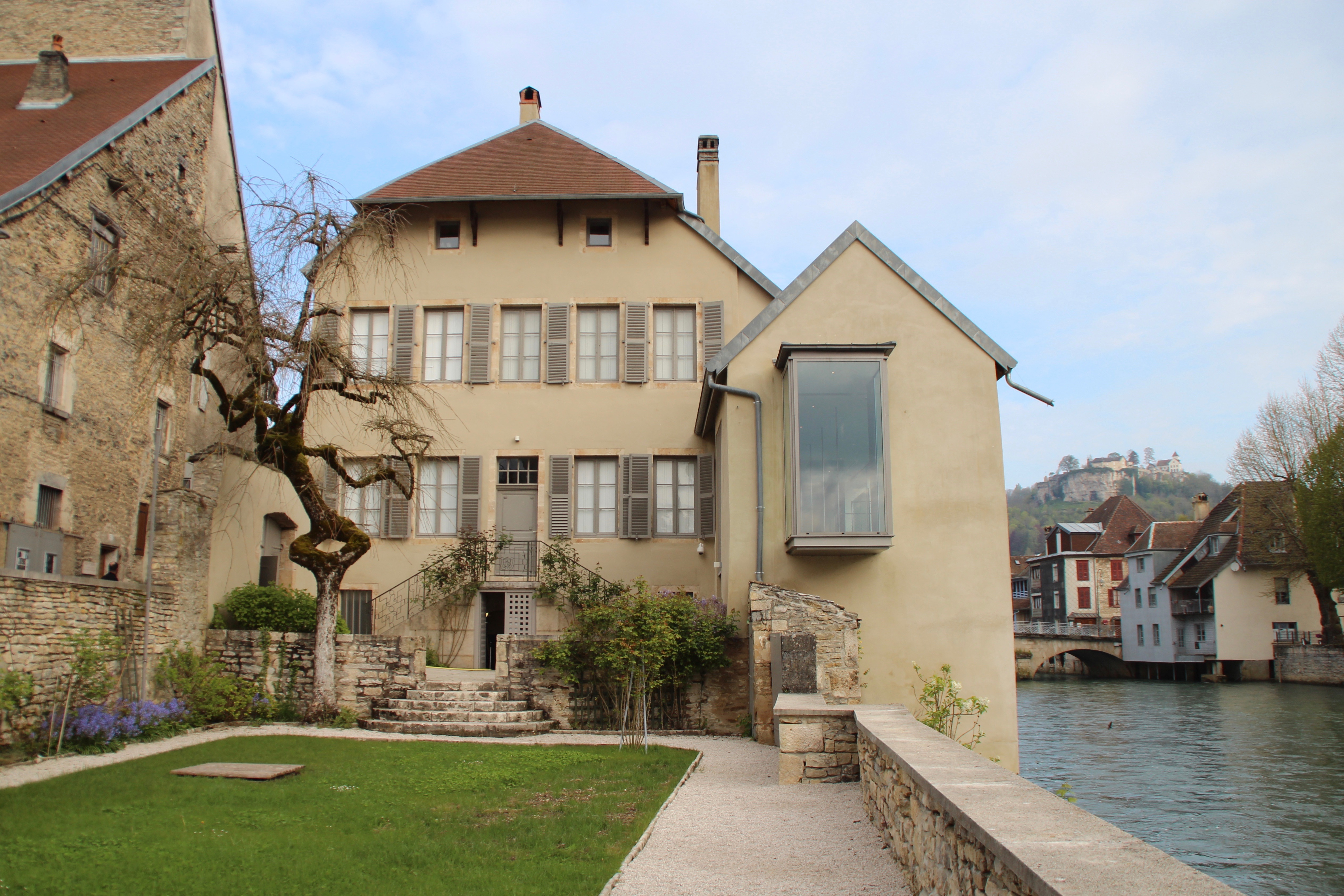
Ostseite

## Vorgänger
1938 ermöglichte die «Vereinigung der Freunde von Gustave Courbet» eine Ausstellung mit Werken des Künstlers in den Räumen des «Hôtel de Ville» (Stadthaus). Ein erstes Museum existierte von 1947 bis 1970.
1970 kaufte die Vereinigung der Freunde von Gustave Courbet das «Haus Hébert» an der Loue, in dem Courbet einen Teil seiner Kindheit verbracht hatte. Es stammt aus dem 16. Jahrhundert und wurde im 18. Jahrhundert durch die Familie Hébert restauriert.
1971 wurde das Haus erneut restauriert und am 10. September 1971 von Jacques Duhamel eingeweiht, dem Minister für kulturelle Angelegenheiten. Der erste Kurator Robert Fernier verstarb 1977, sein Nachfolger war bis 2008 sein Sohn Jean-Jacques Fernier.
Der private Verein führte das Haus bis 1976, dann übertrug er das Museum an das Département Doubs, das fortan die Kosten für den Betrieb übernahm. Die Vereinigung der Freunde von Courbet kümmerte sich weiterhin um die Erhaltung der Werke und die Organisation von Ausstellungen. Der Kauf von zwei angebauten Nachbarhäusern (Hôtel Champereux 1994, Maison Borel 2003) ermöglichte eine Erweiterung des Museums.

## Neubau

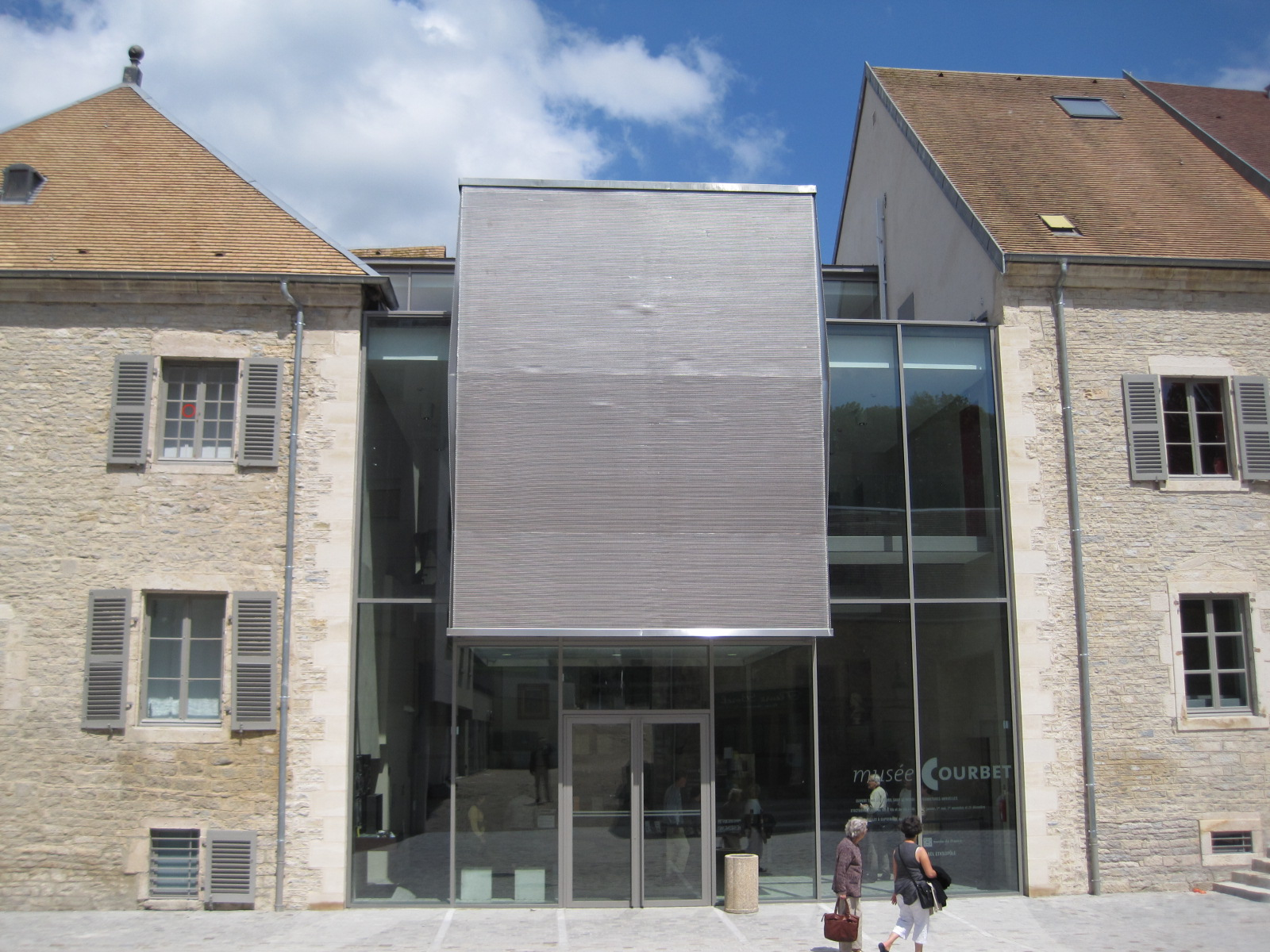
Eingang

2007 veranlasste das Département eine umfassende Sanierung und Erweiterung des Musée Courbet. Unter der Leitung der Architektin Christine Edeikins vom Atelier 2/3/4 und des Museumgestalters Bruno Tainturier wurde das Haus zwischen 2008 und 2011 umgebaut. Am 2. Juli 2011 fand die Wiedereröffnung statt.

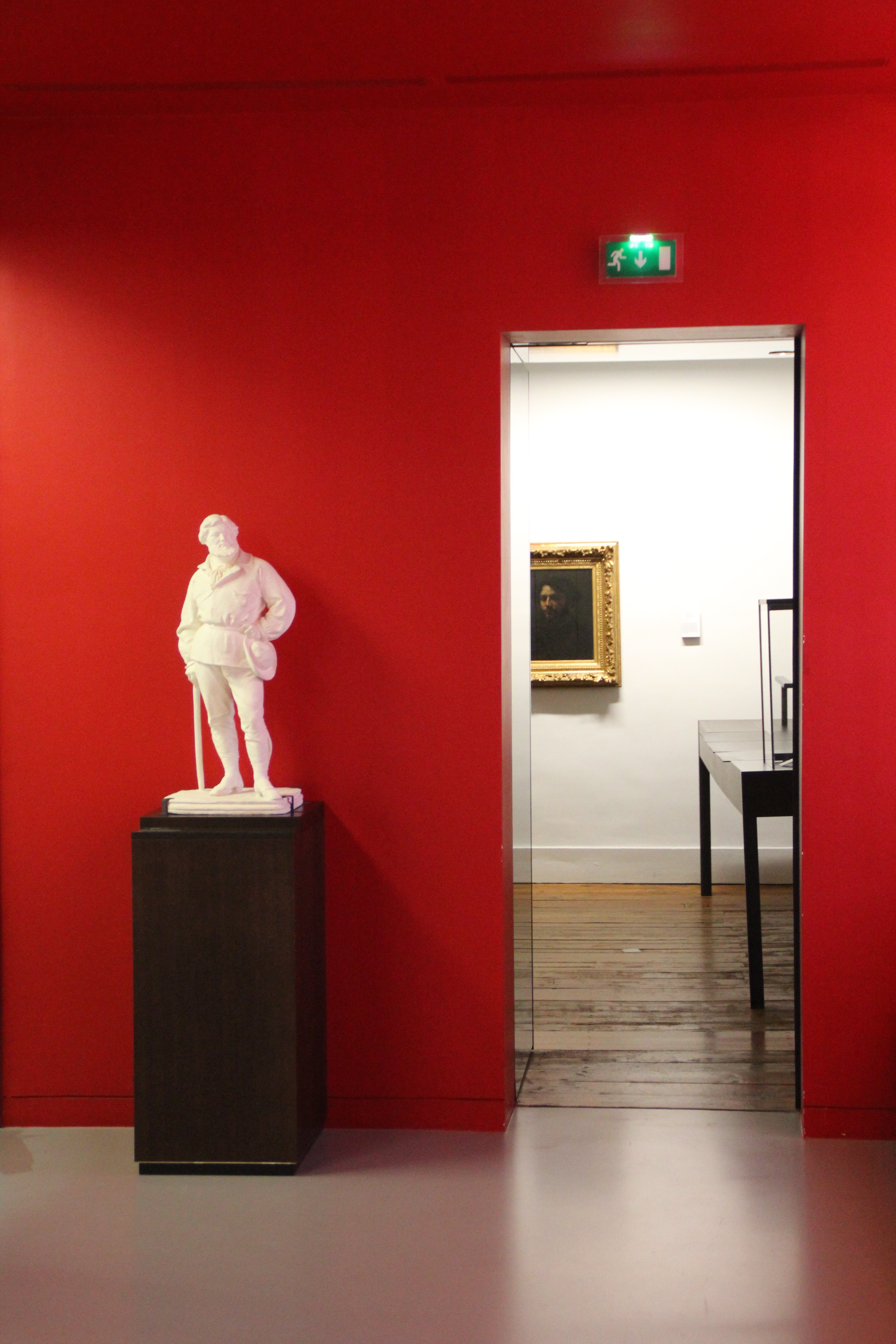
Roter Salon
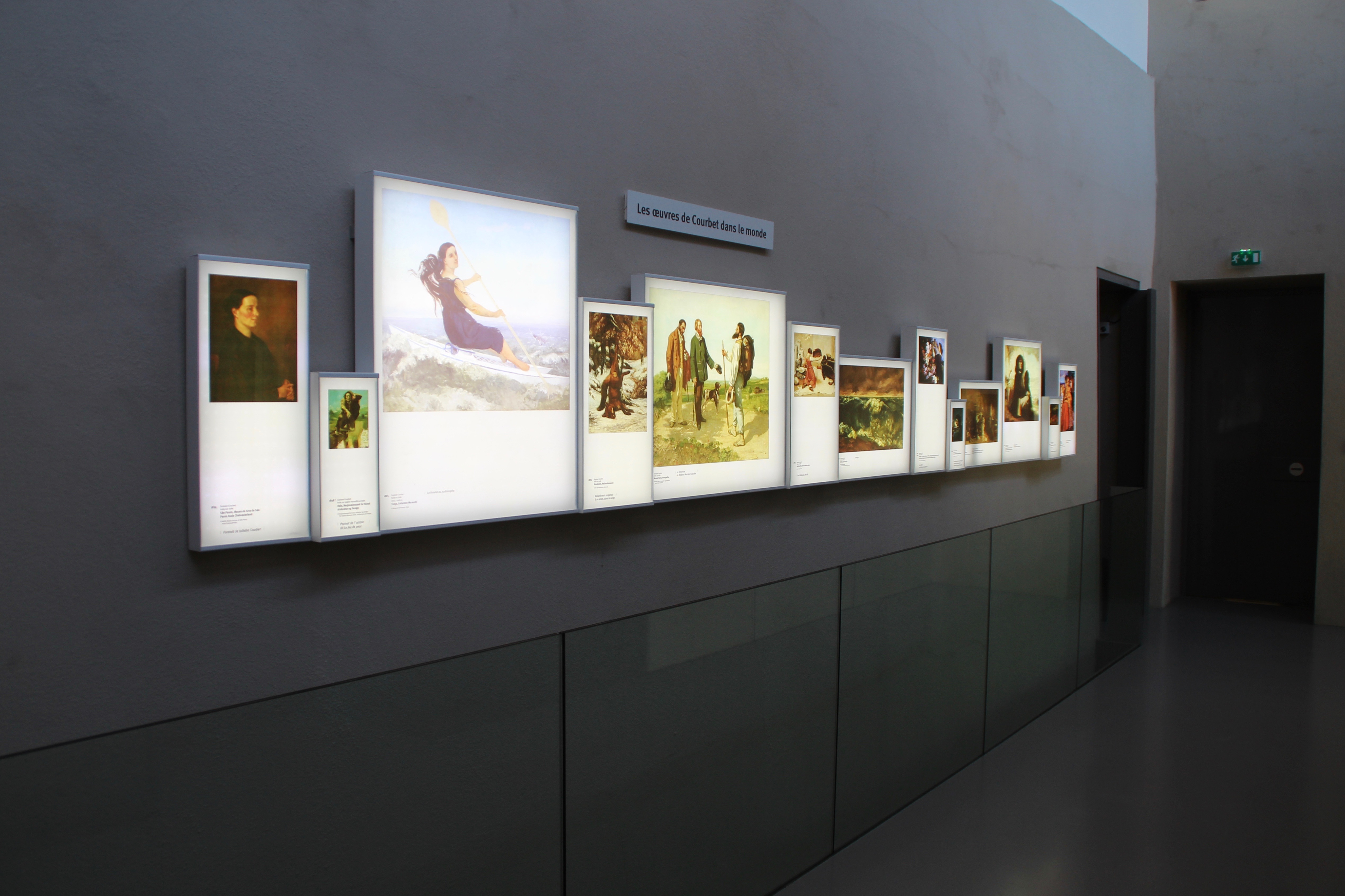
Werke in anderen Museen
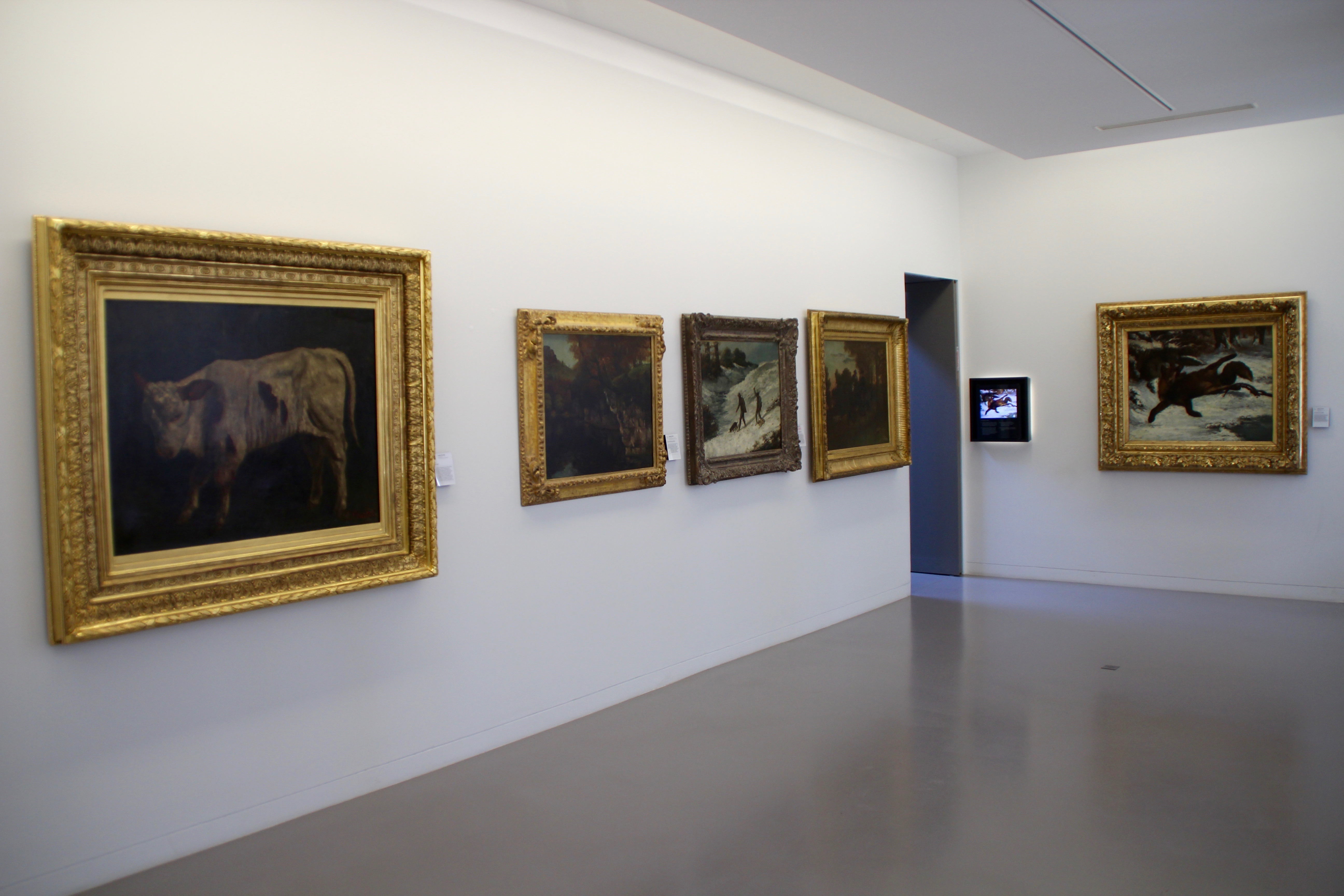
Ausstellungsraum

## Sammlung
Das Musée Courbet zeigt auf rund 2000 m2 in 21 Räumen unter anderem 41 Bilder Courbets und vier seiner Skulpturen, unter ihnen die ersten Fassung des Pêcheur à chavots aus dem Jahr 1863 für den Brunnen auf der Place Gustave Courbet in Ornans sowie die Totenmaske des Malers. Hinter einer Abdeckung verborgen ist eine Abbildung des Bildes L’origine du monde. Auch einige Werke von Zeitgenossen Courbets sind ausgestellt.

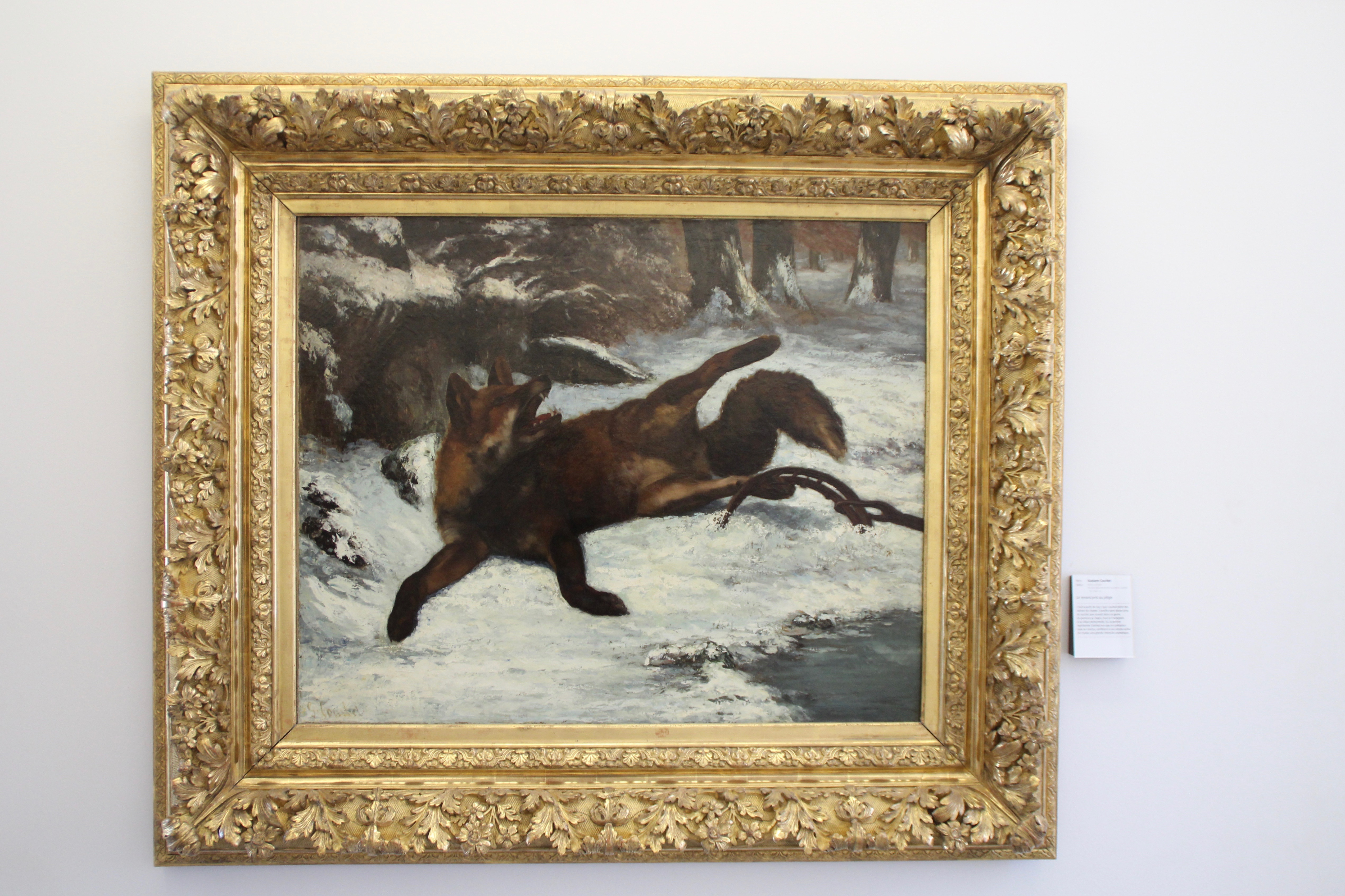
Der Fuchs in der Falle, 1860
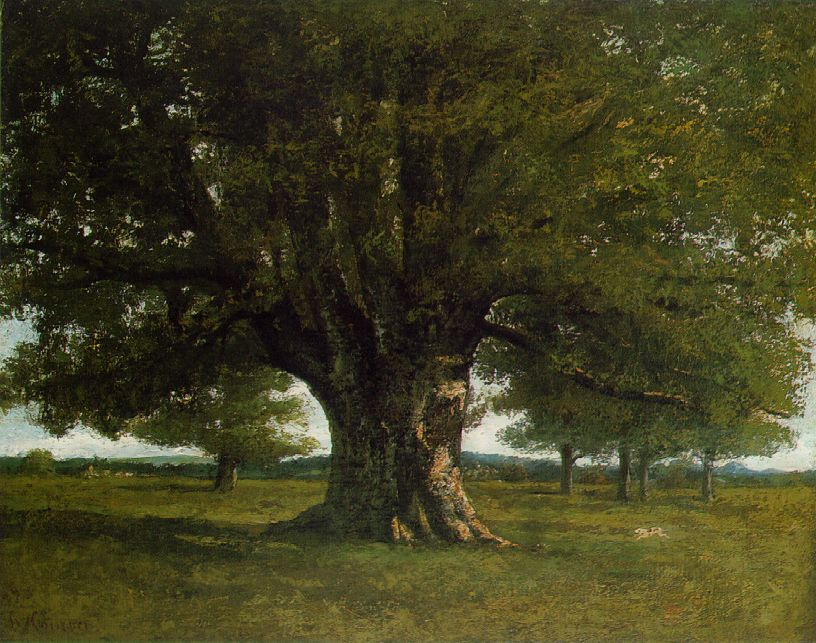
Die Eiche von Flagey, 1864
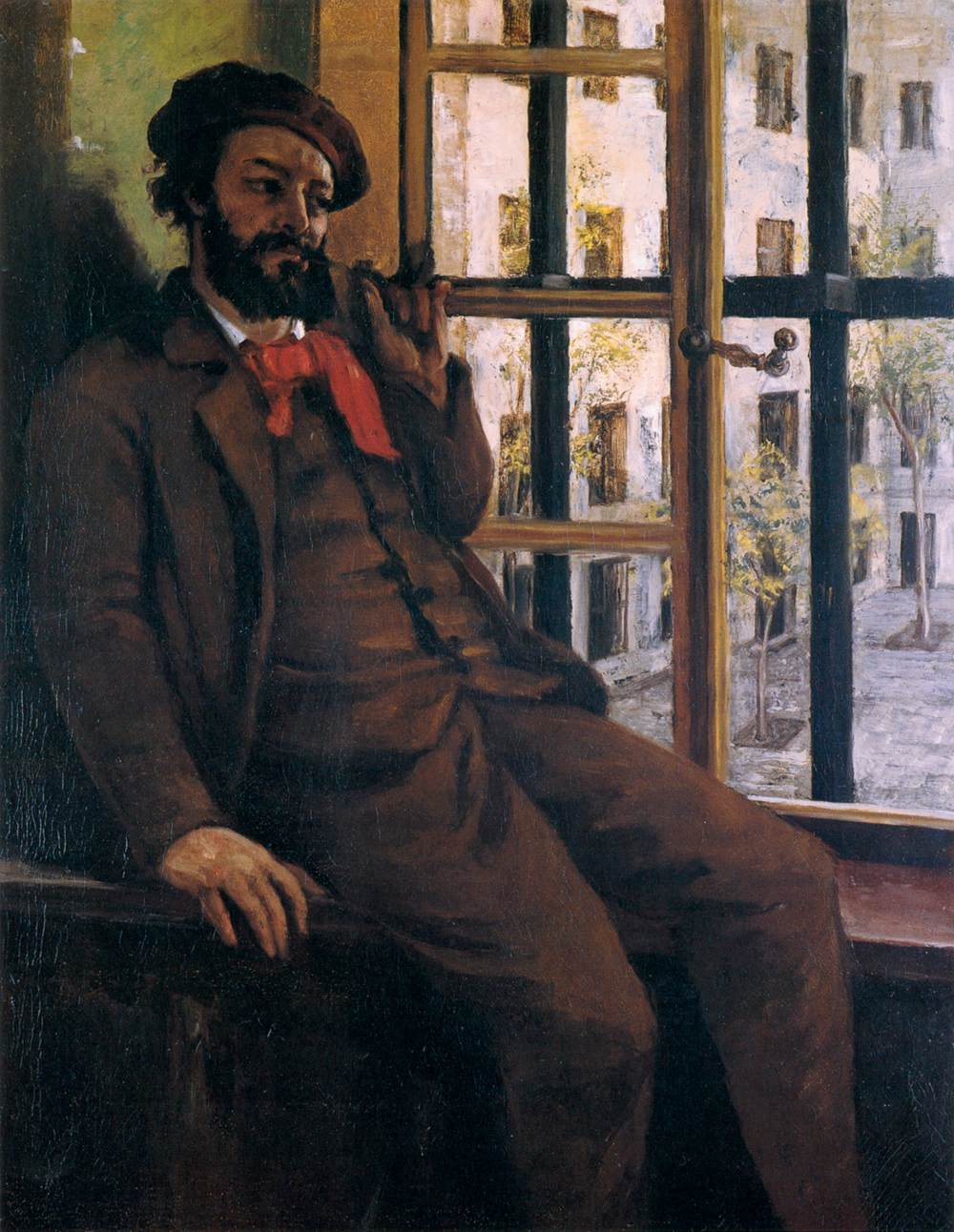
Selbstbildnis in Sainte-Pélagie, um 1872
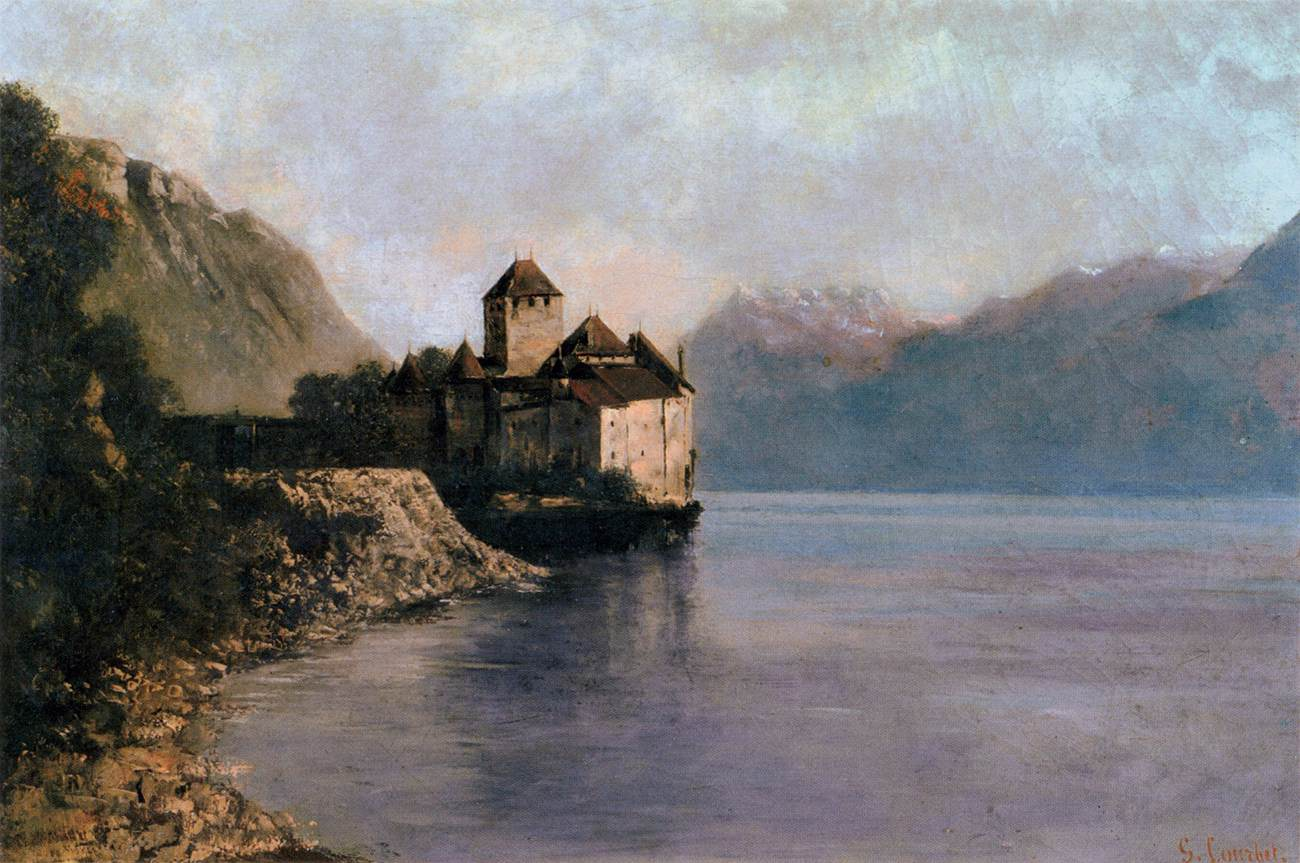
Schloss Chillon, 1874
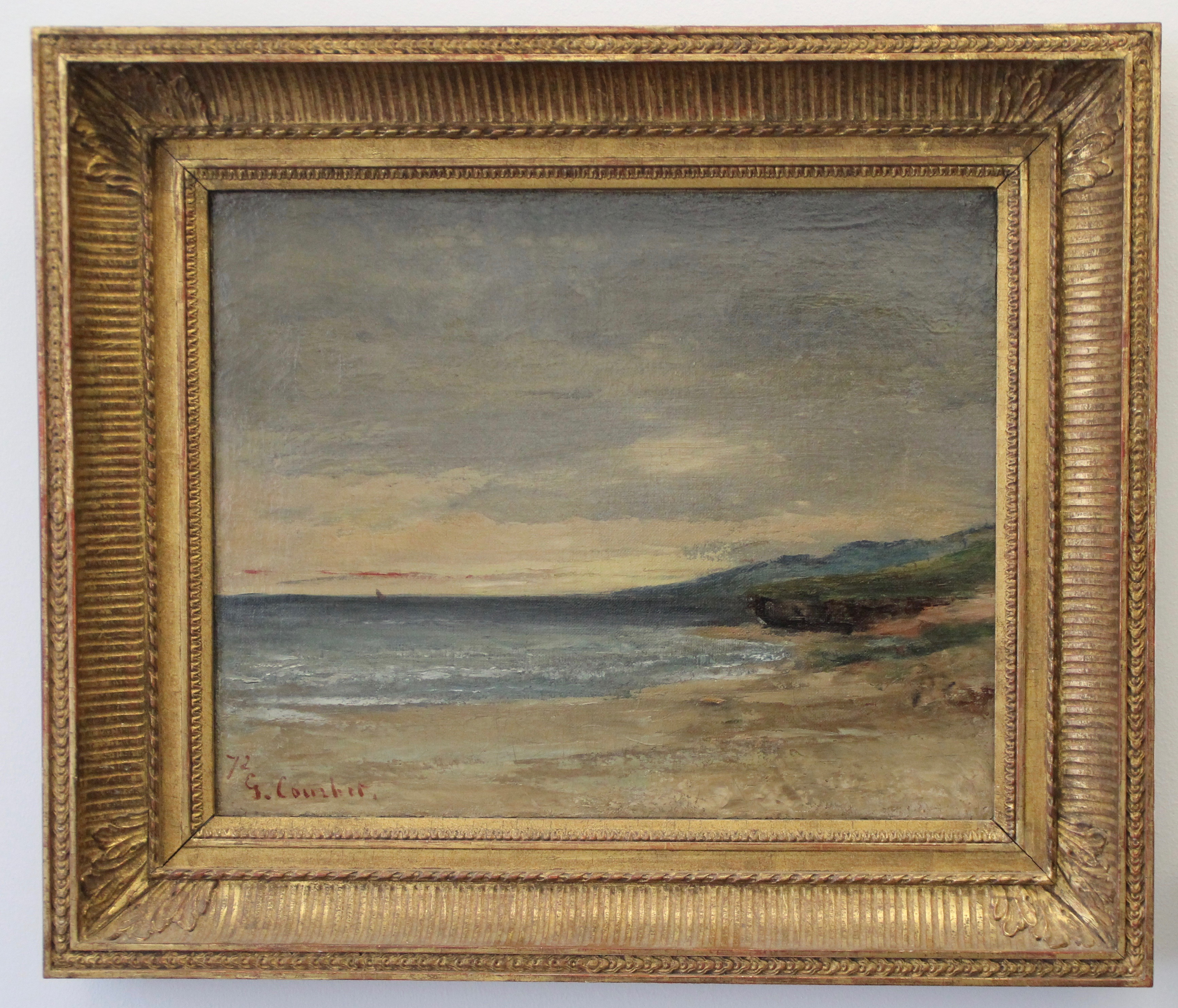
Plage de Saint-Aubin, 1872